# 一攫千金
一攫千金（いっかくせんきん）は、古代中国からの熟語。

## 概要
一掴みに大金を得るということである。一度で簡単に多くの利益を得るということである。一攫は一掴み、千金は大金のことである。一獲千金と書いて用いられていることもあるが、これは本来は誤りである。一穫千金と書くのも誤りである。獲は獲物を捕らえるという意味で、穫は穀物を取り入れるという意味である。
この言葉は、中国の古典である『史記』が由来である。そこでは古代中国の商人が一度に多くの大金を稼ぐ方法を説明するために一攫千金という言葉を用いていた。